# Kingsville (Misuri)
Kingsville es una ciudad ubicada en el condado de Johnson en el estado estadounidense de Misuri. Está en la intersección de la "Missouri Route 58" y la "Missouri supplemental route" en la parte occidental de dicho estado. En el Censo de 2010 tenía una población de 269 habitantes y una densidad poblacional de 352,07 personas por km².

## Geografía
Kingsville se encuentra ubicada en las coordenadas 38°44′37″N 94°4′15″O / 38.74361, -94.07083. Según la Oficina del Censo de los Estados Unidos, Kingsville tiene una superficie total de 0.76 km², de la cual 0.76 km² corresponden a tierra firme y (0%) 0 km² es agua.

## Demografía
Según el censo de 2010, había 269 personas residiendo en Kingsville. La densidad de población era de 352,07 hab./km². De los 269 habitantes, Kingsville estaba compuesto por el 95.91% blancos, el 0.74% eran afroamericanos, el 0.74% eran amerindios, el 0% eran asiáticos, el 0% eran isleños del Pacífico, el 0.74% eran de otras razas y el 1.86% pertenecían a dos o más razas. Del total de la población el 2.6% eran hispanos o latinos de cualquier raza.